# Charles-Jacques de Gélas de Léberon
Charles-Jacques de Gélas de Léberon (né vers 1592, mort près de Saint-Germain-en-Laye le 5 juin 1654) est un ecclésiastique qui fut évêque de Valence et de Die de 1623 à 1654.

## Origine familiale
Charles-Jacques de Gélas de Léberon est le fils de Lysander de Gélas, seigneur de La Salle-Léberon en Condomois, et d'Ambroise de Voisin, fille et héritière de François d'Ambres. En 1623, après la mort de son oncle paternel Pierre-André de Gélas de Léberon, il lui succède comme évêque de Valence et de Die. Consacré en février 1624, il fait son entrée à Valence le 6 février et à Die le 6 avril. Il reçoit en commende l'abbaye de Bonnecombe au diocèse de Rodez (1628-1654) puis l'abbaye de Flaran au diocèse d'Auch (1636-1654) ; il est également prieur de Sainte-Livrade-sur-Lot dans le diocèse d'Agen.
Dans son diocèse, il s'emploie à rétablir le culte catholique qui avait pratiquement disparu du Vivarais. Pour ce faire, il fait appel à Jean-François Régis « à porter le secours de sa parole » aux habitants de Saint-Agrève, sur le plateau ardéchois, ainsi qu'à ceux d'autres villages, jusqu'aux marches du Forez. Pour former des prêtres, il établit un séminaire à Valence. Il participe aux assemblées du Clergé de 1625, 1635 et 1645. Il fait également réparer les palais épiscopaux de Valence et de Die et c'est lui qui fait poser en 1638, sur le tombeau de Jean de Monluc, dans la cathédrale Saint-Étienne de Toulouse, la plaque funéraire gravée qui s'y trouve encore. Il meurt à l'âge de 62 ans le 5 juin 1654 au Mesnil près de Saint-Germain-en-Laye mettant ainsi fin à la transmission familiale de l'évêché de Valence qui se perpétuait depuis le milieu du siècle précédent.